# 斯蒂兰旺代勒
斯蒂兰旺代勒（法語：Stiring-Wendel，法語發音：[stiʁɛ̃ vɑ̃dɛl]；洛林法兰克语：Stiringe）是法国摩泽尔省的一个市镇，属于福尔巴克-布莱摩泽尔区。

## 地理
斯蒂兰旺代勒（49°12'0"N, 6°55'45"E）面积3.6 平方千米，位于法国大東部大區摩泽尔省，该省份为法国东北部内陆省份，是洛林的一部分，西南接默尔特-摩泽尔省，东临下莱茵省，北与卢森堡和德国接壤。
与斯蒂兰旺代勒接壤的市镇（或旧市镇、城区）包括：福尔巴克、舍内克、斯皮什伦、萨尔布吕肯。
斯蒂兰旺代勒的时区为UTC+01:00、UTC+02:00（夏令时）。

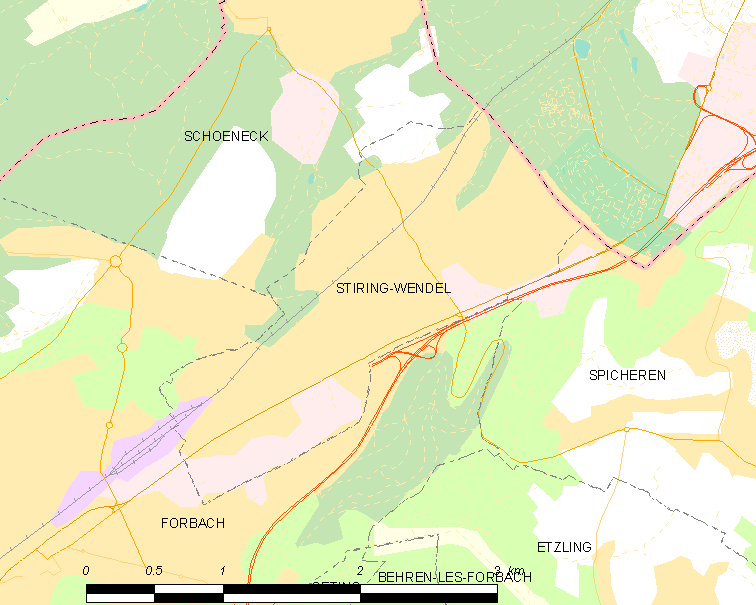
斯蒂兰旺代勒的OSM定位图

## 行政
斯蒂兰旺代勒的邮政编码为57350，INSEE市镇编码为57660。

## 政治
斯蒂兰旺代勒所属的省级选区为斯蒂兰旺代勒县。

## 人口

1962-2008年间斯蒂兰旺代勒人口变化图示

斯蒂兰旺代勒于2022年1月1日时的人口数量为11048人。

## 友好城市
- 法國 沙莱